# Kenya Grace
Kenya Grace ist eine britisch-südafrikanische Singer-Songwriterin, Künstlerin der elektronischen Tanzmusik und Musikproduzentin.

## Leben
Kenya Grace wurde in Südafrika geboren und wuchs anschließend in Southampton, England auf. Sie war vor allem beeinflusst von den Soul-Platten ihrer Eltern und begann im Alter von 10 Jahren zu singen. In der Grundschulzeit lernte sie außerdem Keyboard. Während der Jahre im College entschied sie sich professionelle Musikerin zu werden. Die Musikproduktion brachte sie sich selbst bei. Sie studierte an der Academy of Contemporary Music, wo sie 2019 ihren Abschluss machte. Anschließend zog sie nach London. Während des Lockdowns lud sie Livekonzerte aus ihrem Schlafzimmer bei Instagram hoch und ging damit viral.
2019 erschienen ihre ersten Singles Tell Me Why und Obsessed. 2020 folgte die Single Talk, die toxische Beziehungen behandelt. Sie nahm an dem Musikwettbewerb Vans Musicians Wanted teil und erreichte dort das Finale. 2023 unterschrieb sie bei Major Recordings, dem Dance-Label von Warner Music. Dort erschien ihre Single Strangers, die nach einer viralen Kampagne über Instagram und TikTok zu ihrem ersten Hit wurde. Der Song behandelt vergangene Beziehungen und das Gefühl der Entfremdung im Anschluss.

## Musikstil
Musikalisch handelt es sich bei Kenya Grace um eine Musikerin mit dem Fokus auf Drum and Bass, UK Garage und 1990er House Music. Dabei setzt sie auf eingängige Beats und tiefgründige Texte, die vor allem zwischenmenschliche Beziehungen behandeln.

## Diskografie
Singles
- 2019: Tell Me Why
- 2019: Obsessed
- 2020: Talk
- 2022: Venus (mit Homebodi)
- 2022: Someone Else (mit 3Strange)
- 2022: Oranges
- 2023: Afterparty Lover
- 2023: Meteor
- 2023: Strangers
- 2023: Paris

## Auszeichnungen für Musikverkäufe
| Goldene Schallplatte - Italien - 2024: für die Single Strangers - Spanien - 2024: für die Single Strangers - Südafrika - 2023: für die Single Strangers Platin-Schallplatte - Dänemark - 2024: für die Single Strangers - Neuseeland - 2023: für die Single Strangers | 2× Platin-Schallplatte - Australien - 2024: für die Single Strangers - Portugal - 2024: für die Single Strangers 3× Platin-Schallplatte - Kanada - 2025: für die Single Strangers - Polen - 2024: für die Single Strangers Diamantene Schallplatte - Frankreich - 2024: für die Single Strangers |

Anmerkung: Auszeichnungen in Ländern aus den Charttabellen bzw. Chartboxen sind in ebendiesen zu finden.
| Land/RegionAuszeichnungen für Musikverkäufe (Land/Region, Auszeichnungen, Verkäufe, Quellen) | Gold     | Platin       | Diamant  | Verkäufe  | Quellen             |
| -------------------------------------------------------------------------------------------- | -------- | ------------ | -------- | --------- | ------------------- |
| Australien (ARIA)                                                                            | —        | 2× Platin2   | —        | 140.000   | aria.com.au         |
| Dänemark (IFPI)                                                                              | —        | Platin1      | —        | 90.000    | ifpi.dk             |
| Deutschland (BVMI)                                                                           | Gold1    | —            | —        | 300.000   | musikindustrie.de   |
| Frankreich (SNEP)                                                                            | —        | —            | Diamant1 | 333.333   | snepmusique.com     |
| Italien (FIMI)                                                                               | Gold1    | —            | —        | 50.000    | fimi.it             |
| Kanada (MC)                                                                                  | —        | 3× Platin3   | —        | 240.000   | musiccanada.com     |
| Neuseeland (RMNZ)                                                                            | —        | Platin1      | —        | 30.000    | radioscope.co.nz    |
| Österreich (IFPI)                                                                            | —        | Platin1      | —        | 30.000    | ifpi.at             |
| Polen (ZPAV)                                                                                 | —        | 3× Platin3   | —        | 150.000   | olis.pl             |
| Portugal (AFP)                                                                               | —        | 2× Platin2   | —        | 20.000    | Einzelnachweise     |
| Schweiz (IFPI)                                                                               | —        | 2× Platin2   | —        | 60.000    | hitparade.ch        |
| Spanien (Promusicae)                                                                         | Gold1    | —            | —        | 30.000    | elportaldemusica.es |
| Südafrika (RISA)                                                                             | Gold1    | —            | —        | 10.000    | Einzelnachweise     |
| Vereinigte Staaten (RIAA)                                                                    | Gold1    | —            | —        | 500.000   | riaa.com            |
| Vereinigtes Königreich (BPI)                                                                 | —        | 2× Platin2   | —        | 1.200.000 | bpi.co.uk           |
| Insgesamt                                                                                    | 5× Gold5 | 17× Platin17 | Diamant1 |           |                     |